# Xylotrechus nunenmacheri
Xylotrechus nunenmacheri is een keversoort uit de familie van de boktorren (Cerambycidae). De wetenschappelijke naam van de soort werd voor het eerst geldig gepubliceerd in 1920 door Van Dyke.